# شهرستان پندلتن (ویرجینیای غربی)
شهرستان پندلتن، ویرجینیای غربی (به انگلیسی: Pendleton County, West Virginia)از شهرستانهای واقع در غرب ایالت ویرجینیا در ایالات متحده آمریکا است. در سرشماری سال ۲۰۱۰، جمعیت این شهر ۷٬۶۹۵ بود، و پنجمین شهر پرجمعیت در غرب ویرجینیا است. بخشداری آن فرانکلین است. این شهرستان توسط مجمع عمومی ویرجینیا در سال ۱۷۸۸ از بخش‌هایی از آگوستا، هاردی، و راکینگم ایجاد شد و به افتخار ادموند پندلتون (۱۷۲۱–۱۸۰۳)، یک سیاستمدار برجسته ویرجینیا و حقوقدان نامگذاری شد.

## خصوصیات
شهرستان پندلتن ۱٬۸۰۷٫۸۲ کیلومترمربع مساحت دارد.

## نگارخانه

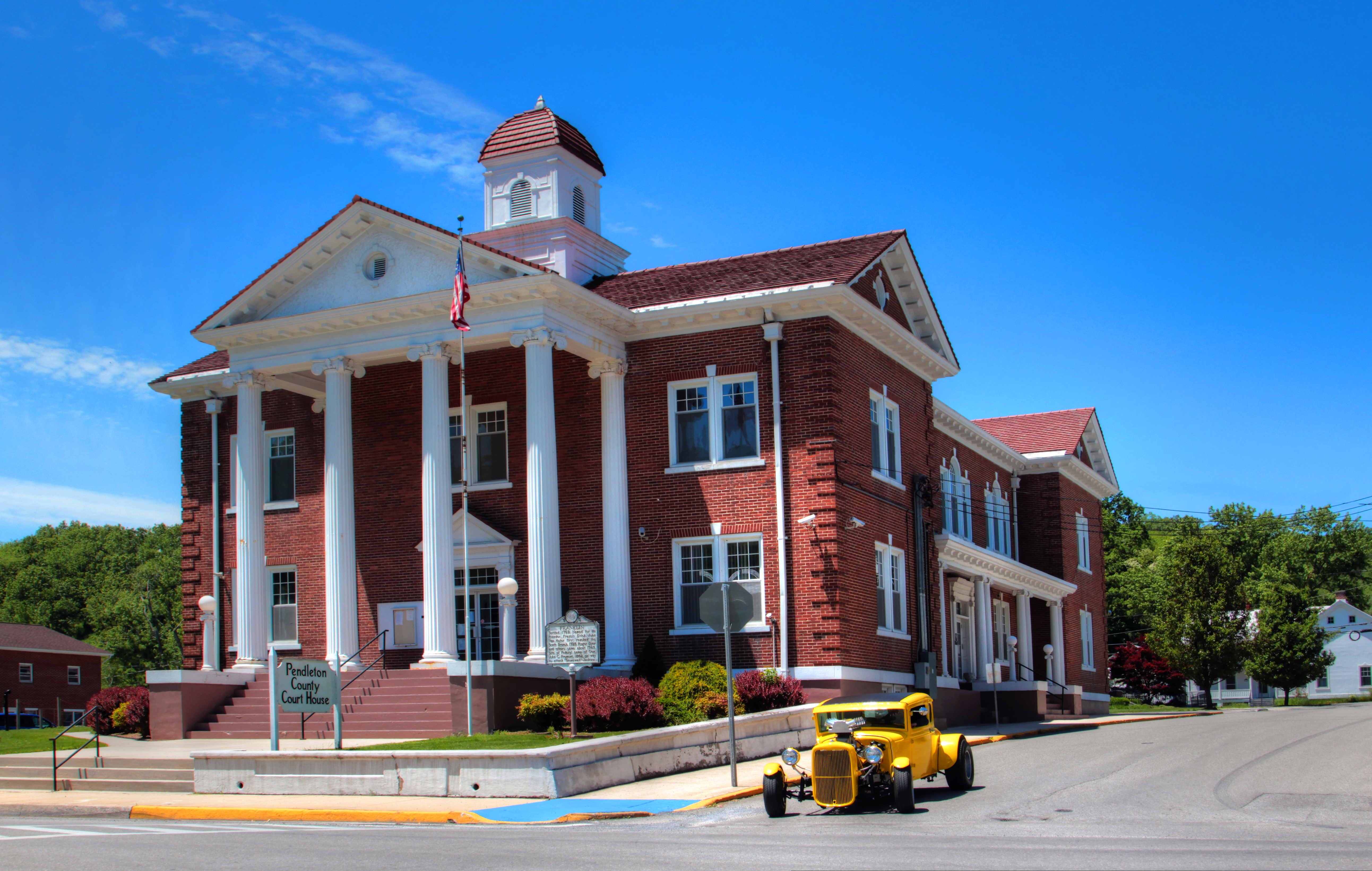
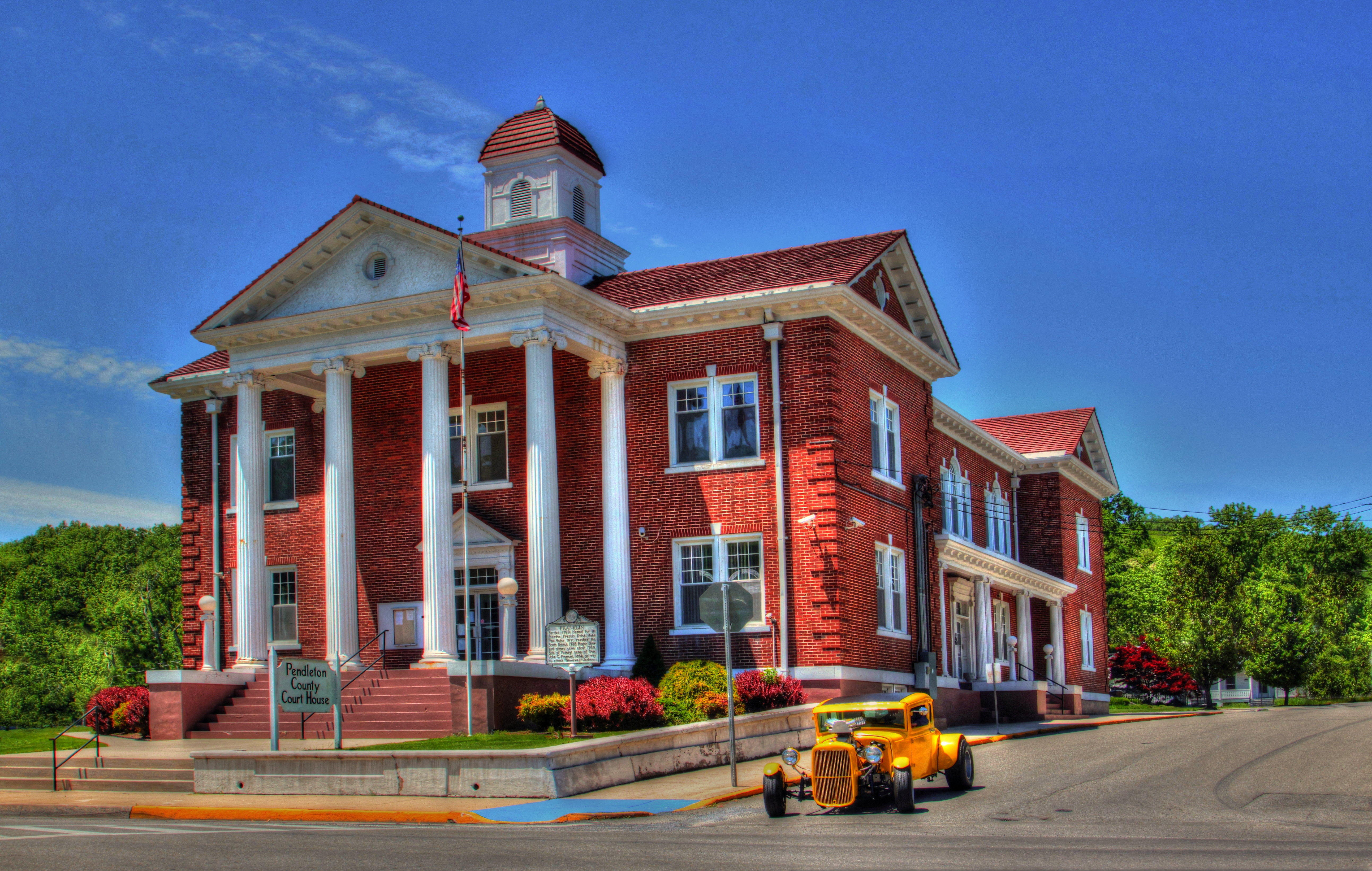
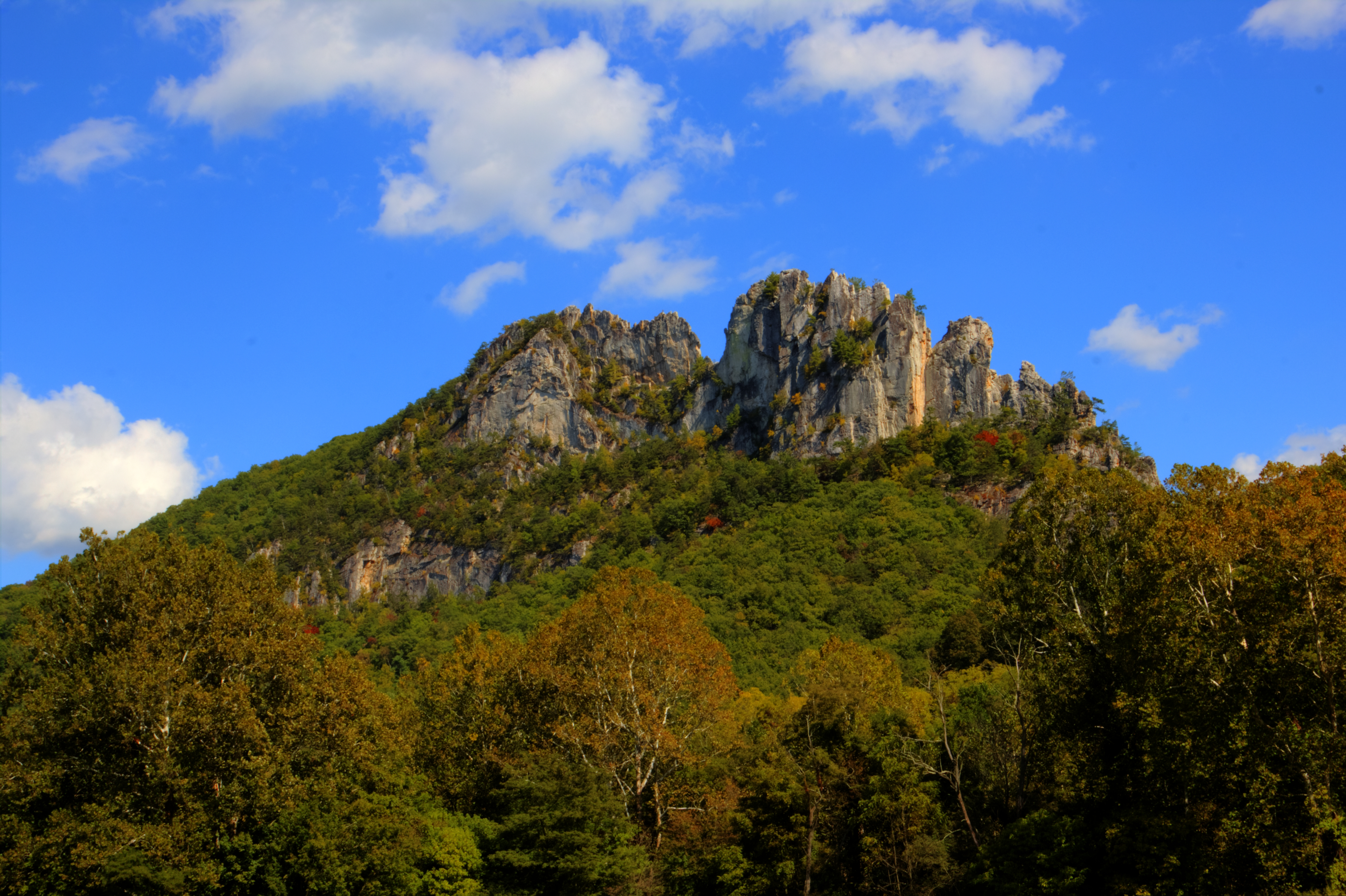
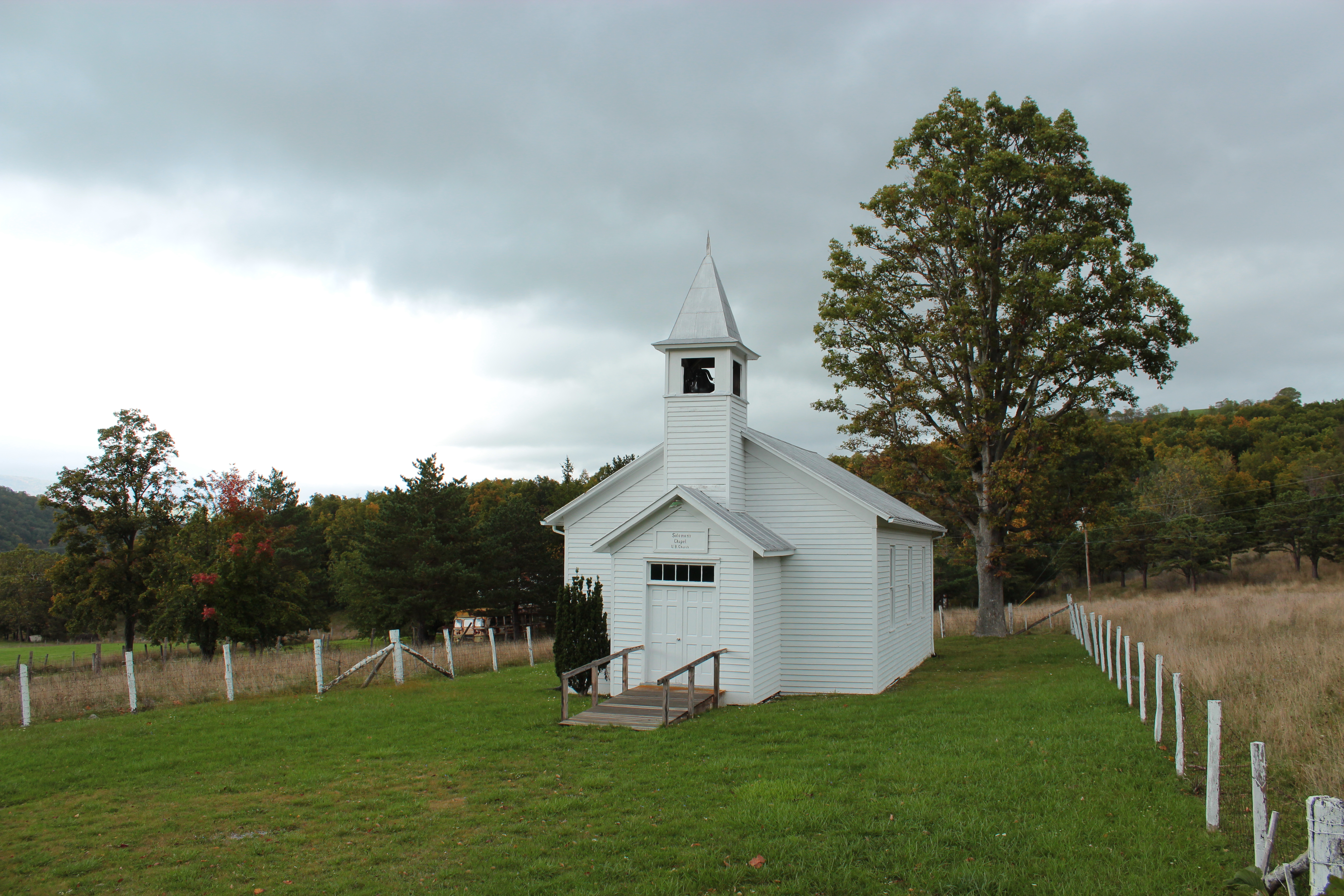
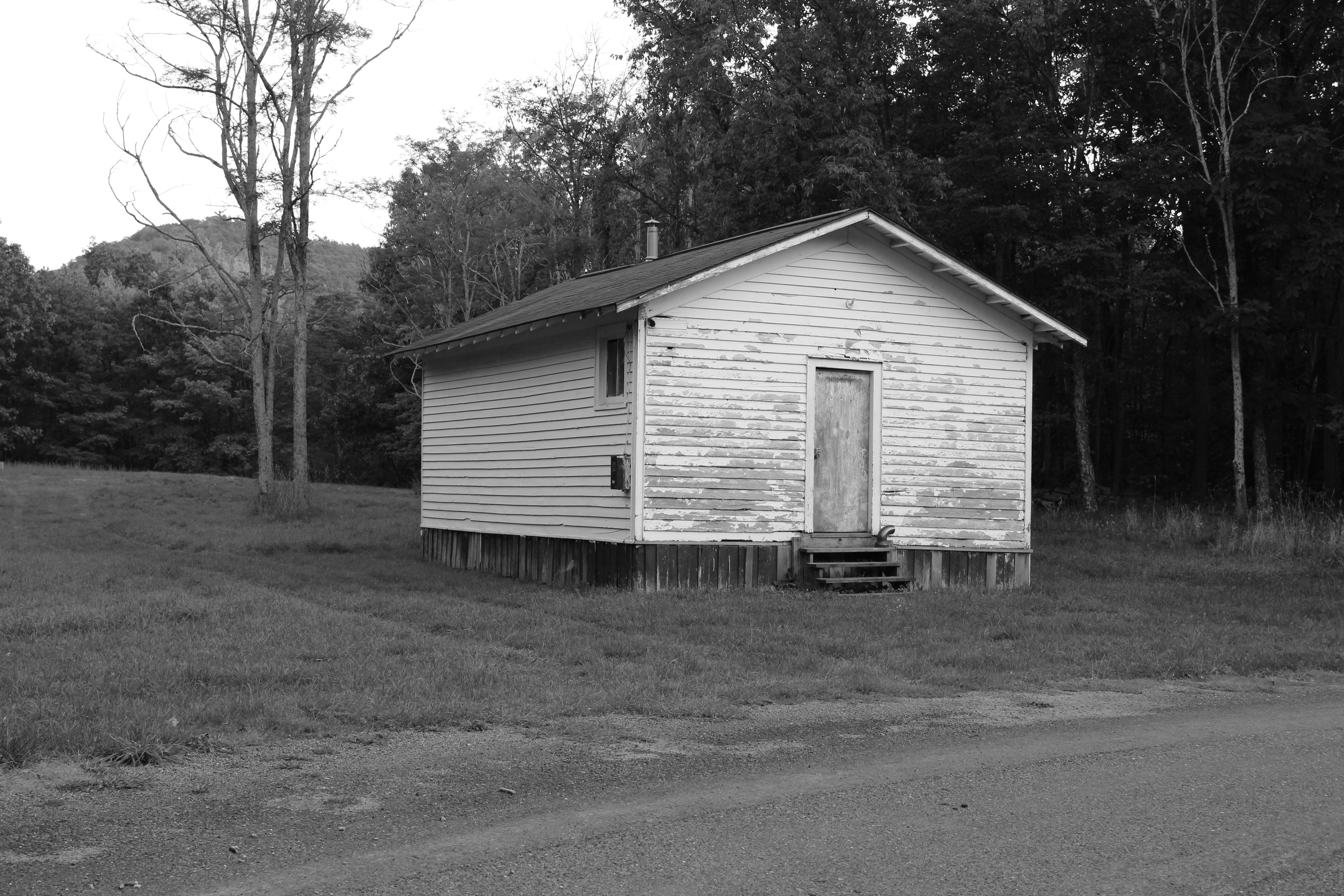